# Labora Fontbernat M-1938
A Labora Fontbernat M-1938 era uma submetralhadora de origem catalã e que foi utilizada pelo Exército Popular da República durante a Guerra Civil Espanhola. Ela era feita com aço usinado e usava o cartucho 9×23mm Largo.

## Usuários
- Estado Espanhol
- República Espanhola